# バージニア州兵
バージニア州兵(Virginia National Guards)とはアメリカ合衆国バージニア州に所属する州兵で、陸軍と空軍で構成されている。アメリカ陸軍の予備部隊であり、平時には災害救援・治安維持の任務に就いている。バージニア州兵の起源は1607年に組織された。
州兵は7500名の陸軍将兵と1200名空軍将兵及び50の民兵組織で構成されている。主要な部隊は以下の通りである。
- 第29歩兵師団(U.S. 29th Infantry Division)
- 第116歩兵戦闘旅団(116th 'Stonewall' Infantry Brigade Combat Team)
- 第329地域支援隊(329 Regional Support Group)
- 操縦訓練センター(Maneuver Training Center, Fort Pickett)
- 第91群司令部(91st Troop Command)
- 第34民間支援隊(34th Civil Support Team)
- 第183連隊(183rd Regiment)
- 航空連隊(2-224th Aviation Regiment)

第29歩兵師団は第二次世界大戦中にノルマンディ上陸作戦でオマハ海岸に上陸した部隊である。
第116歩兵戦闘旅団は南部連合に創設された第1バージニア旅団を発祥としている。創設時の司令官はストーンウォール・ジャクソンのあだ名で知られる名将トーマス・ジャクソンで、南北戦争では将軍が戦死するまでは無敗であった。第二次世界大戦ではオマハ海岸に第一波で上陸してＡ中隊は全滅した。戦後は2004年にアフガニスタンに派遣され、2006年にコソボ、2007年からイラクに派遣されている。
操縦訓練センターのあるピケット砦(Fort Pickett)は、ジャクソン将軍と並び猛将と称されるジョージ・ピケット将軍に因んで名前がつけられている。